# Терруар

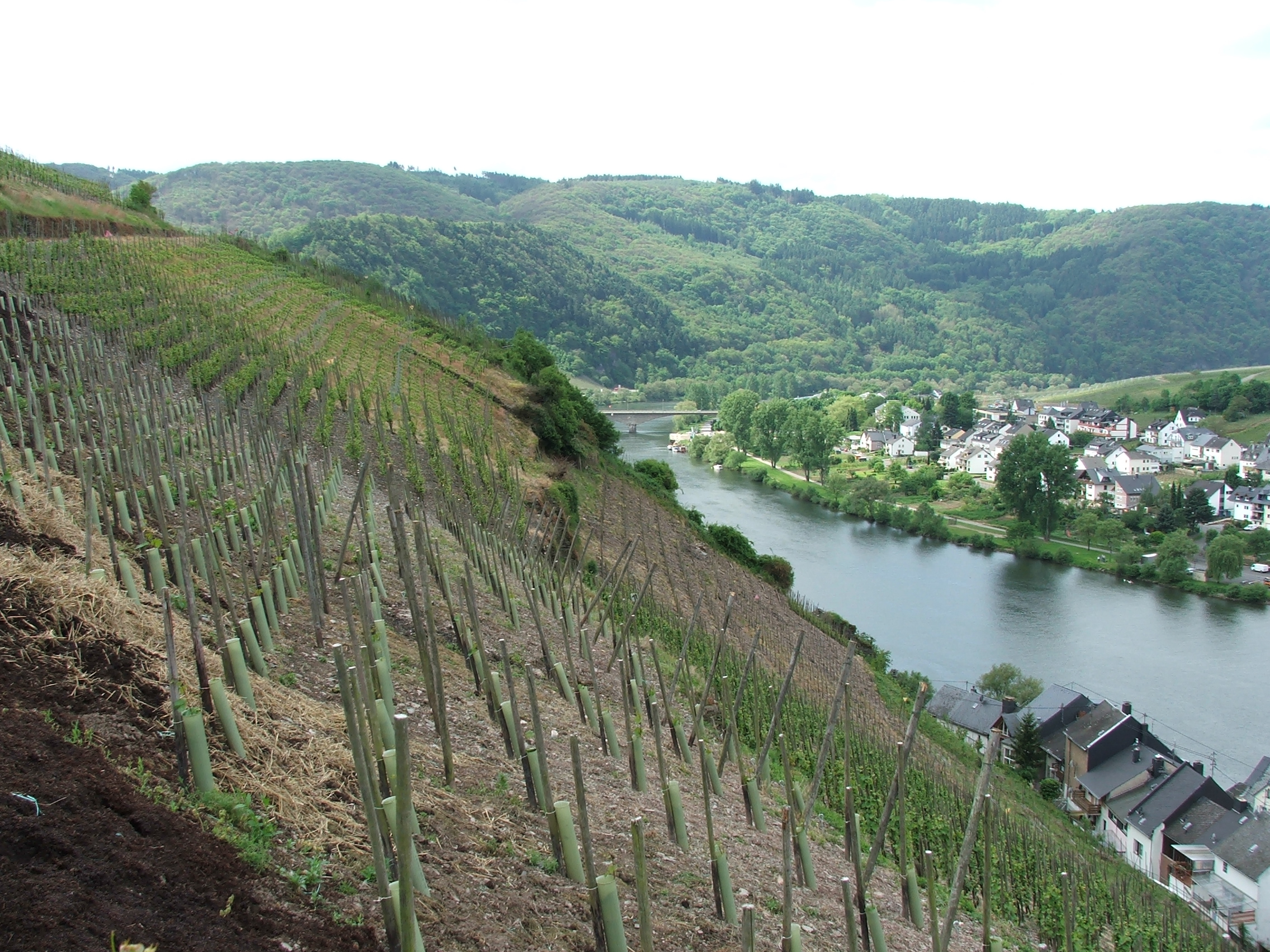
Крутой склон, состав почвы и влияние близлежащей реки Мозель являются уникальными аспектами терруара этого немецкого винодельческого региона.

Терруа́р (фр. terroir от terre — земля) — совокупность почвенно-климатических факторов и особенных характеристик местности (рельеф, роза ветров, наличие водоёмов, лесных массивов, инсоляция, окружающий животный и растительный мир), определяющая сортовые характеристики сельскохозяйственной продукции, чаще всего — вина, кофе, чая, оливкового масла, сыра. Терруарный продукт — продукт, выполненный из сырья, выращенного в определённой местности, в контролируемых условиях.

## В виноделии
Изначально понятие возникло в виноделии, при этом виноделы под терруаром понимают как совокупность условий одного определённого участка (для виноградников по традиции используют название «апеллясьо́н» от фр. appellation d’origine contrôlée — контроль подлинности происхождения), так и в ограниченном смысле только почву виноградника или плантации. Основными составляющими элементами винодельческого терруара считаются климат, тип почвы, рельеф местности и другие растения, растущие на участке и вокруг него.
Ценители вина используют термин «вкус терруара» (фр. gout de terroir) для описания оттенков в вине, которые по их мнению обеспечивает непосредственно почва, на которой растут лозы. Так, например, белые вина с верховьев Луары имеют в букете аромат кремня, так как виноградники расположены на кремнистых склонах.

### Соответствие сортов винограда и терруаров

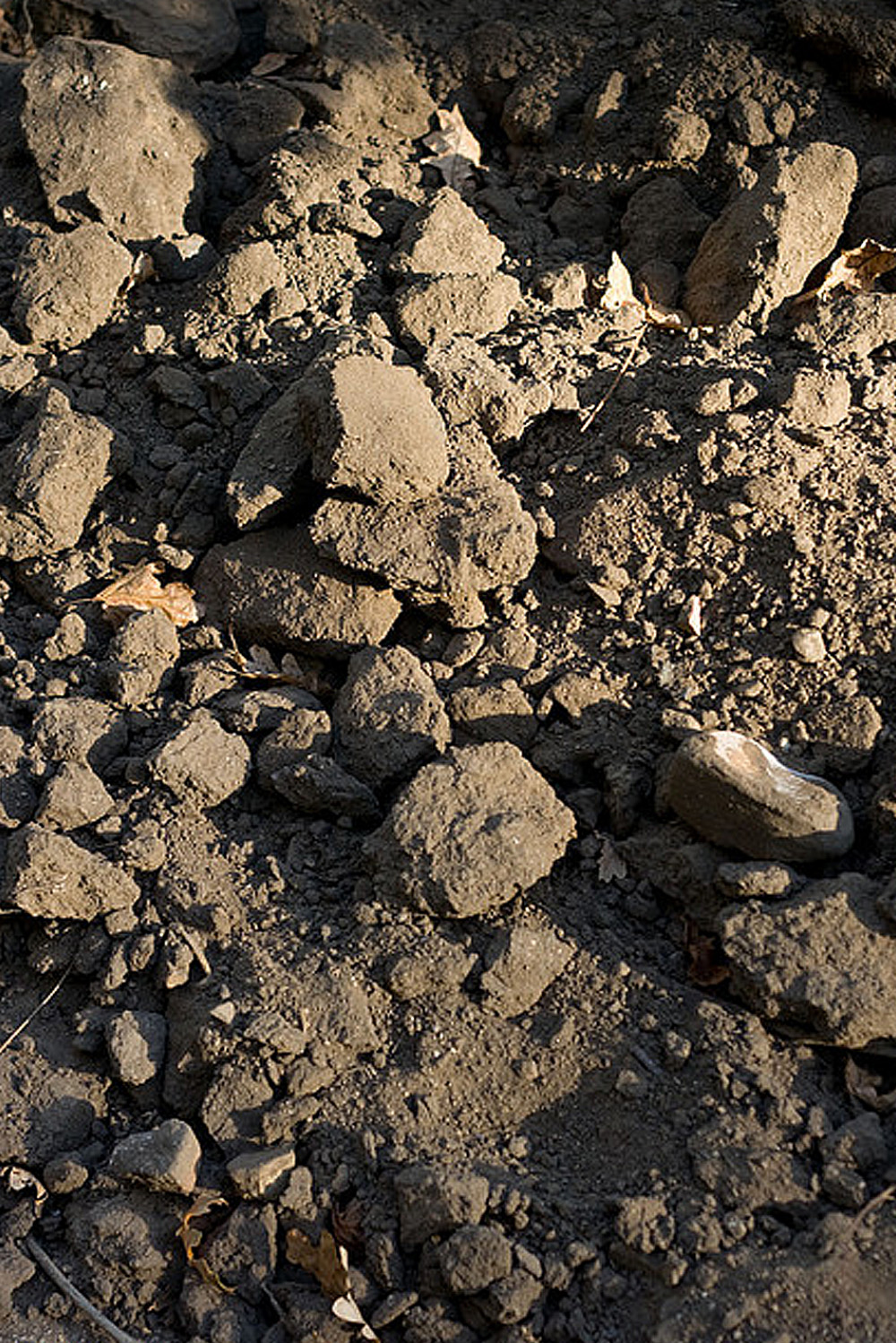
Почва южноафриканского виноградника Констанция.

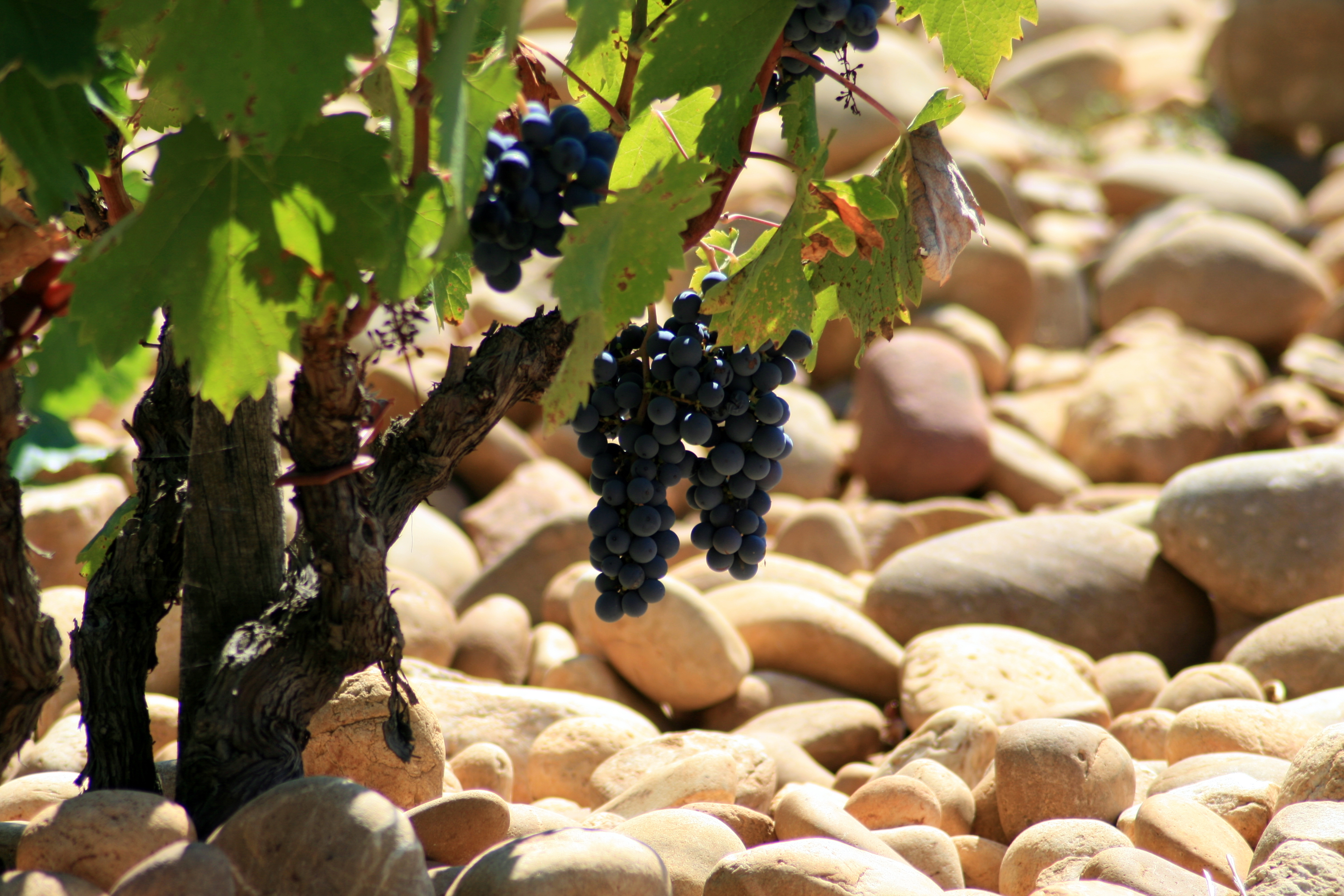
Галечная почва терруара Шатонёф-дю-Пап, Франция

Красный виноград шпетбургундер лучше растёт на известковых почвах. Белый гевюрцтраминер хорошо развивается на каменистых почвах. Галечные почвы Медока благоприятны для выращивания каберне совиньон, а галечно-глинистые почвы Помероля — для мерло. Кварцевые почвы долины Роны хороши для вин Шатонёф-дю-Пап. Бургундский пино нуар приобретает наилучший вкус на известковых почвах и требует не слишком тёплой погоды. Меловые почвы в окрестностях Хереса подходят для выращивания сорта паломино. Сорта шардоне и совиньон блан «предпочитают» известковые почвы, поэтому шардоне хорошо растёт на меловых терруарах Шампани.